# Drassodes charitonovi
Drassodes charitonovi är en spindelart som beskrevs av Tatiana Konstantinovna Tuneva 2005. Drassodes charitonovi ingår i släktet Drassodes och familjen plattbuksspindlar.
Artens utbredningsområde är Kazakstan. Inga underarter finns listade i Catalogue of Life.